# Charbonnières-les-Bains
Charbonnières-les-Bains is een gemeente in de Franse Métropole de Lyon (regio Auvergne-Rhône-Alpes). De plaats maakt deel uit van het arrondissement Lyon. Charbonnières-les-Bains telde op 1 januari 2022 5.272 inwoners.

## Geografie
De oppervlakte van Charbonnières-les-Bains bedroeg op 1 januari 2022 4,13 vierkante kilometer; de bevolkingsdichtheid was toen 1.276,5 inwoners per km². In de gemeente bevindt zich het spoorwegstation Le Méridien van de Tram-Train van Lyon.

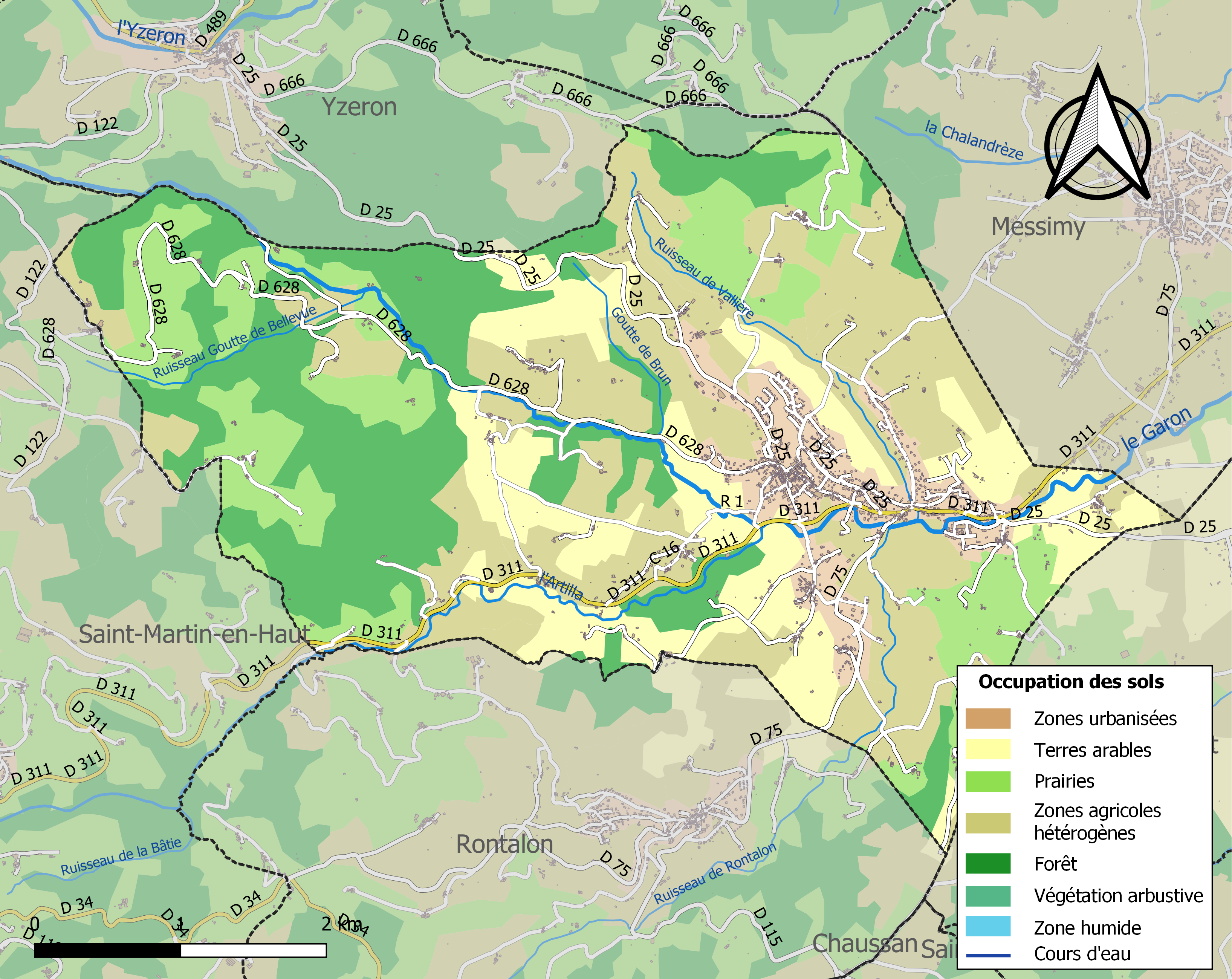
Kaart van de gemeente met de belangrijkste infrastructuur, bodemgebruik en omliggende gemeenten

## Demografie
Onderstaande figuur toont het verloop van het inwonertal (bron: INSEE-tellingen).